# Arsam (princ)
Ovaj članak govori o egipatskom satrapu Arsamu, za istoimenog perzijskog kralja vidi članak: Arsam
Arsam (perz. Aršāmā, grč. Ἀρσάμης; Arsames) je bio perzijski princ iz ahemenidske dinastije koji je krajem 5. stoljeća pr. Kr. vladao kao satrap Egipta.

## Život
Drevni dokumenti na aramejskom jeziku govore kako je imao velike posjede, ne samo u Egiptu već i u Babiloniji. Najznačajniji od tih dokumenata su oni iz Elefantine, otoka na rijeci Nil (danas sastavni dio grada Asuana). Arsamovu vladavinu spominje i grčki povjesničar Ktezije.
Prilikom borbi za perzijsko prijestolje između Kserksa II., Sogdijana i Darija II., Arsam je podržavao ovog potonjeg čija se vladavina gotovo podudara s Arsamovom (420-ih - 404. pr. Kr.). Najraniji dokumenti koji spominju Arsama datiraju iz 428. pr. Kr. pa se ta godina uzima kao početak njegove vladavine, dok su najkasniji iz 406. pr. Kr. odnosno svega dvije godine prije egipatskog osamostaljenja pod vodstvom Amirteja II.
Ktezijevo djelo „Persica“ spominje Arsama u dvije inačice njegova imena; prvo spominje kako je Sarsamas postao egipatskim satrapom nakon Megabizovog gušenja pobune (454. pr. Kr.) u kojoj je ranije ubijen satrap Ahemen (460. pr. Kr.), dok kasnije isti tekst ponovo spominje Arsama pod imenom Arksan i govori kako je zajedno sa zapovjednikom konjice Arbarijem pomogao princu Ochu koji se okrunio kao Darije II. Ktezijev rad je kontradiktoran grčkom povjesničaru Herodotu koji tvrdi kako su nakon Megabizovog gušenja egipatske pobune na mjesto satrapa imenovani Amirtejov sin Pausir i Inarov sin Tanira.
Spomenuti dokumenti na aramejskom jeziku navode podatke o Arsamovoj imovini na zapadu delte Nila, a opisuju polja bogata vinogradima. Arsam je ta pisma slao iz Suze, gdje je živio između 411. i 408. pr. Kr., a među primateljima je i Artavant koji je vjerojatno služio kao satrap prilikom Arsamove odsutnosti. Tijekom tog trogodišnjeg razdoblja, na ljeto 410. pr. Kr. u Egiptu izbijaju neredi prilikom čega je napadnut perzijski garnizon na otoku Elefantini (sastavljen uglavnom od Židova koji su bili vrlo lojalni perzijskom vladaru). Pobuna je kulminirala 404. pr. Kr. kada je umro Darije II., nakon čega vođa ustanka Amirtej II. osamostaljuje Egipat. Arsam se od tada više ne spominje u egipatskim dokumentima, no njegovo ime pronađeno je na zapisima na klinastom pismu u Babiloniji (oko 408. pr. Kr.).

## Poveznice
- Artakserkso I.
- Darije II.
- Amirtej II.
- Artavant

| Prethodnik: | Satrap Egipta (cca 428. - 411. pr. Kr.; 408. - 404. pr. Kr.) | Nasljednik:                                                                    |
| Pausir (istočni Egipat) (454. - cca 428. pr. Kr.) ____________________ Tanira (zapadni Egipat) (454. - cca 428. pr. Kr.) | Satrap Egipta (cca 428. - 411. pr. Kr.; 408. - 404. pr. Kr.) | Amirtej II. (404. - 398. pr. Kr.) (egipatska samostalnost - XXVIII. dinastija) |

## Vanjske poveznice
- [neaktivna poveznica]
- Povijest Irana - Vladavina Darija II. (Iranologie.com)